# Vinaigrette
 For alternative betydninger, se Vinaigrette (flertydig). (Se også artikler, som begynder med Vinaigrette)
Vinaigrette, fransk [vinεˈgʁadə], er en marinade eller dressing af olie og vineddike (fransk vinaigre).
Til vinaigretten tilsættes ofte krydderier samt evt. sennep. En variant er en vinaigrettesalat af russisk oprindelse.